# Ernesto Michel
Pour les articles homonymes, voir Michel.
Ernesto Michel, né le 12 octobre 1970 à Paraná, en Argentine, est un ancien joueur argentin de basket-ball. Il évolue au poste d'ailier.

## Palmarès
- Finaliste du Tournoi des Amériques 1995